# نانسی مکئون
 نانسی مکئون (انگلیسی: Nancy McKeon؛ زادهٔ ۴ آوریل ۱۹۶۶) یک هنرپیشه اهل ایالات متحده آمریکا است. وی از سال ۱۹۷۷ میلادی تاکنون مشغول فعالیت بوده‌است.